# Erching
Pour l’article homonyme, voir Erching (Hallbergmoos).
Erching [ɛʁʃɛ̃] est une commune française située dans le département de la Moselle, en Lorraine, dans la région administrative Grand Est.

## Géographie

### Localisation
Le village d'Erching et son écart de Guiderkirch sont situés à la frontière franco-allemande, établis sur la Bickenalb.

### Géologie et relief
Le village fait partie du pays de Bitche, du parc naturel régional des Vosges du Nord et du bassin de vie de la Moselle-est.
La commune se compose de 34,63 hectares de territoires artificialisés (5,11 %), 613,80 hectares de territoires agricoles (90,53 %) et 29,86 hectares de forêts et milieux semi-naturels (4,40 %).
Espaces naturels :
- Six espaces protégés hors Natura 2000 :

Pelouses d'Erching,
Zones humides d'Erching,
Vosges du Nord :
* Réserve de Biosphère, zone centrale,
* Réserve de Biosphère, zone tampon,
* Réserve de Biosphère, zone de transition,
* Parc naturel régional.
Système d’information pour la gestion des eaux souterraines du bassin Rhin-Meuse : Carte géologique.

### Sismicité
Commune située dans une zone de sismicité 2 faible.

### Localités avoisinantes
|              | Gersheim (Allemagne)     |        |
| Obergailbach | Erching                  | Epping |
|              | Gros-Réderching, Rimling |        |

### Intercommunalité
Commune membre de la Communauté de communes du Pays de Bitche.

### Hydrographie et les eaux souterraines
La commune est située dans le bassin versant du Rhin au sein du bassin Rhin-Meuse. Elle est drainée par le ruisseau Bickenalbe.
Le ruisseau Bickenalbe, d'une longueur totale de 10,3 km en France, prend sa source dans la commune de Petit-Réderching traverse quatre communes françaises puis, au-delà d'Erching, poursuit son cours en Allemagne où elle se jette dans la Horn.

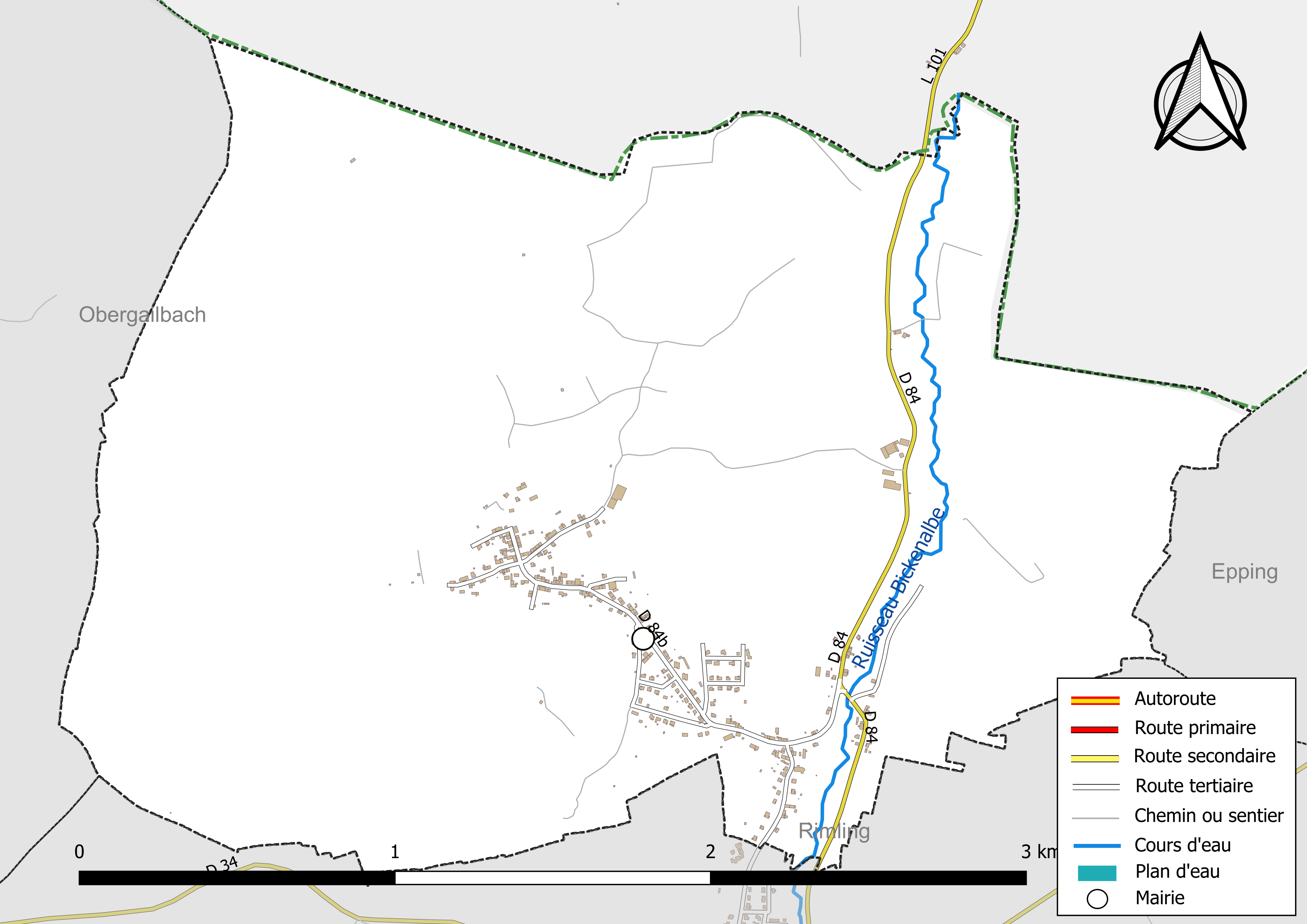
Réseaux hydrographique et routier d'Erching.

La qualité du ruisseau Bickenalbe peut être consultée sur un site spécial géré par les agences de l’eau et l’Agence française pour la biodiversité. Ainsi en 2020, dernière année d'évaluation disponible en 2022, l'état écologique du ruisseau Bickenalbe était jugé mauvais (rouge).

### Climat
Pour des articles plus généraux, voir Climat du Grand Est et Climat de la Moselle.
En 2010, le climat de la commune est de type climat des marges montargnardes, selon une étude du Centre national de la recherche scientifique s'appuyant sur une série de données couvrant la période 1971-2000. En 2020, Météo-France publie une typologie des climats de la France métropolitaine dans laquelle la commune est exposée à un climat semi-continental et est dans la région climatique  Vosges, caractérisée par une pluviométrie très élevée (1 500 à 2 000 mm/an) en toutes saisons et un hiver rude (moins de 1 °C). 
Pour la période 1971-2000, la température annuelle moyenne est de 9,7 °C, avec une amplitude thermique annuelle de 17 °C. Le cumul annuel moyen de précipitations est de 952 mm, avec 11,3 jours de précipitations en janvier et 9,9 jours en juillet. Pour la période 1991-2020, la température moyenne annuelle observée sur la station météorologique de Météo-France la plus proche, « Volmunster », sur la commune de Volmunster à 7 km à vol d'oiseau, est de 10,2 °C et le cumul annuel moyen de précipitations est de 760,1 mm. 
La température maximale relevée sur cette station est de 37,6 °C, atteinte le 25 juillet 2019 ; la température minimale est de −18,6 °C, atteinte le 24 décembre 2001,,. 
Les paramètres climatiques de la commune ont été estimés pour le milieu du siècle (2041-2070) selon différents scénarios d'émission de gaz à effet de serre à partir des nouvelles projections climatiques de référence DRIAS-2020. Ils sont consultables sur un site spécial publié par Météo-France en novembre 2022.

## Urbanisme

### Typologie
Au 1er janvier 2024, Erching est catégorisée commune rurale à habitat dispersé, selon la nouvelle grille communale de densité à sept niveaux définie par l'Insee en 2022.
Elle est située hors unité urbaine. Par ailleurs la commune fait partie de l'aire d'attraction de Sarreguemines (partie française), dont elle est une commune de la couronne,. Cette aire, qui regroupe 48 communes, est catégorisée dans les aires de 50 000 à moins de 200 000 habitants,.

### Occupation des sols
L'occupation des sols de la commune, telle qu'elle ressort de la base de données européenne d’occupation biophysique des sols Corine Land Cover (CLC), est marquée par l'importance des territoires agricoles (90,4 % en 2018), une proportion sensiblement équivalente à celle de 1990 (91,2 %). La répartition détaillée en 2018 est la suivante : 
prairies (57,7 %), terres arables (32,7 %), zones urbanisées (5,1 %), forêts (4,5 %). L'évolution de l’occupation des sols de la commune et de ses infrastructures peut être observée sur les différentes représentations cartographiques du territoire : la carte de Cassini (XVIIIe siècle), la carte d'état-major (1820-1866) et les cartes ou photos aériennes de l'IGN pour la période actuelle (1950 à aujourd'hui).

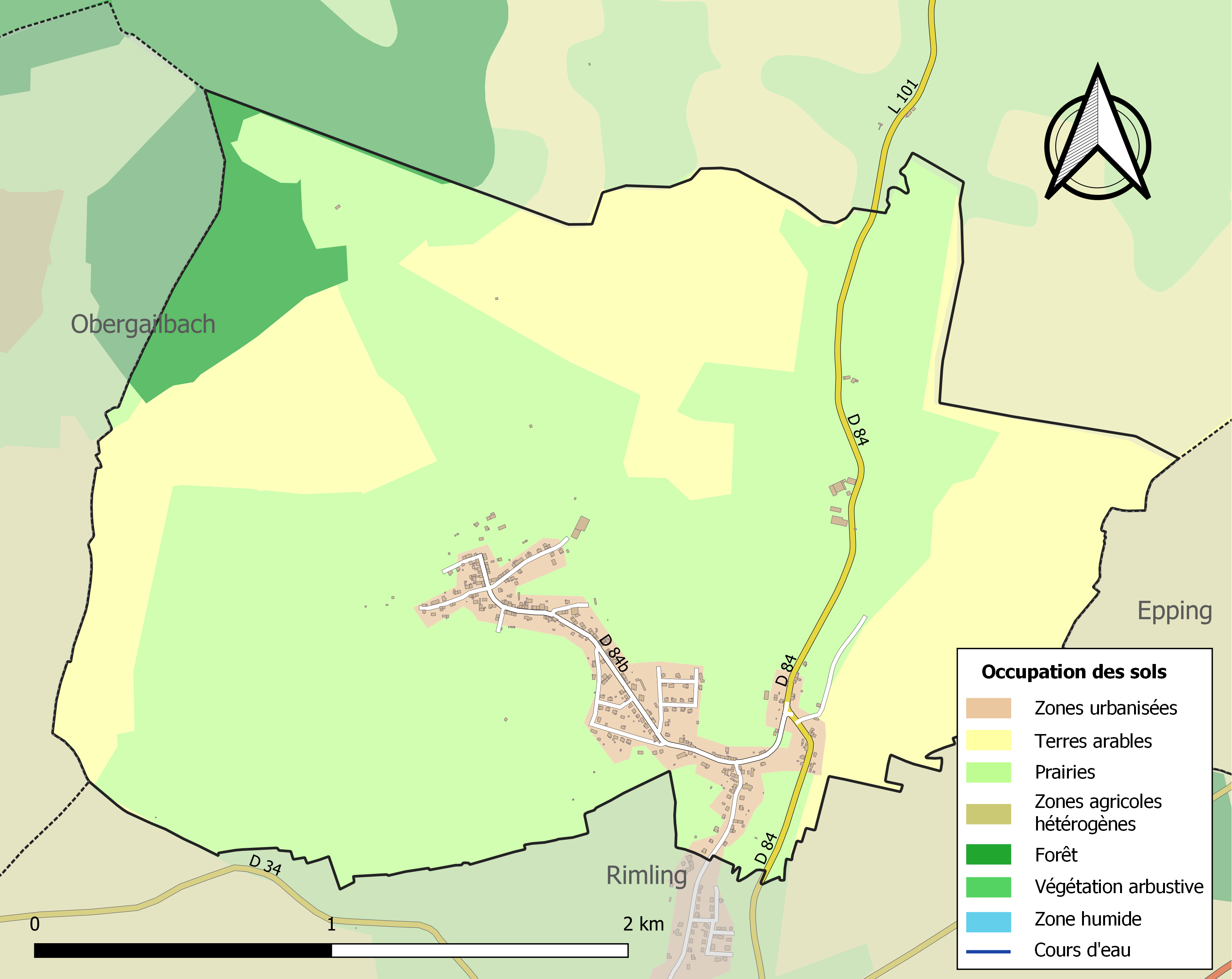
Carte des infrastructures et de l'occupation des sols de la commune en 2018 (CLC).

### Voies de communications et transports

#### Voies routières
- D84b vers Bettviller[23].
- L101 > L102 vers Gersheim.
- D620 vers Schorbach.

#### Transports en commun
- Fluo Grand Est.

##### SNCF

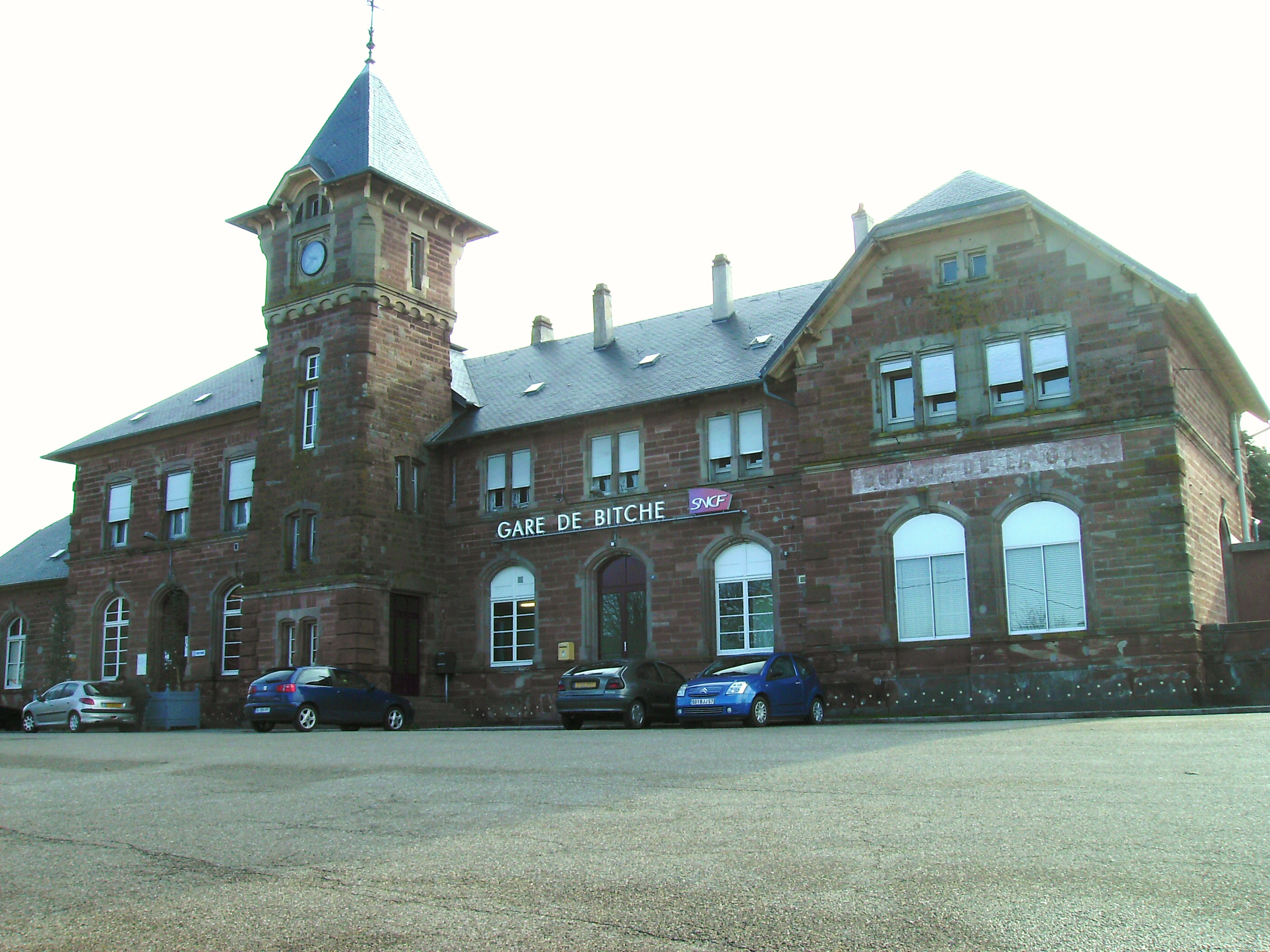
Gare de Bitche.

- Gare de Bitche[24].
- Anciennes gares :

Gare de Wœlfling-lès-Sarreguemines,
Gare de Rohrbach-lès-Bitche,
Gare de Wittring,
Gare de Sarreinsming,
Gare de Rémelfing.

## Toponymie
- Erichingen (1333), Orching et Orchingen (1594), Erchind (1751), Erchingen (1755), Eching (1793-1794), Erthingen (carte de Cassini), Erchingen (carte de l'état-major), Erchingen (1871-1918).
- Erschinge en francique lorrain[25].

## Histoire
Le village et l'écart sont occupés dès l'époque gallo-romaine, comme en témoignent les cinq sites découverts sur le ban communal. Mentionné en 1333 sous la forme Erichingen, du nom d'homme germanique Eriko suivi du suffixe -ingen. La localité est, du point de vue spirituel, une annexe de la paroisse de Guiderkirch, érigée en 1804, après être passée de l'archiprêtré de Hornbach à celui de Volmunster en 1802.
La commune dépend du canton de Volmunster de 1790 à 2015.
A la déclaration de guerre de 1939, les habitants des communes situées devant la ligne Maginot sont évacués vers les départements de l'Ouest. Ceux d'Erching sont transportés à Yvrac-et-Malleyrand (Charente), où ils séjourneront jusqu'à l'été 1940. Le 30 novembre 1940, le département de la Moselle est proclamé annexé par le Reich nazi.
Le village a été détruit lors des furieux combats de l'hiver 1944-45 (Opération Nordwind), particulièrement lors d'un bombardement aérien américain, le 23 février 1945, qui fit 70 victimes parmi la population civile. 
Erching a été libérée par les Américains le 15 mars 1945, et citée à l'ordre de l'armée en 1950 : « Village de Lorraine très durement touché par les bombardements et par les combats qui ont été livrés sur son territoire et qui ont causé la destruction totale de près de 50 % de ses habitations et de la perte de 1/6 de ses habitants. Erching, dont la population a apporté son aide à de nombreux prisonniers évadés d'Allemagne et dont 20 fils ont refusé de servir sous l'uniforme allemand, s'est, par son attachement à la France, acquis des droits à la reconnaissance du Pays. ».
La commune a été décorée le 1er juillet 1948 de la Croix de guerre 1939-1945. Cette citation comporte l'attribution de l'Étoile de vermeil.

## Politique et administration
| Période                                  | Période   | Identité         | Étiquette | Qualité                                                   |
| ---------------------------------------- | --------- | ---------------- | --------- | --------------------------------------------------------- |
| Les données manquantes sont à compléter. |           |                  |           |                                                           |
| mars 1977                                | mars 2001 | Stanislas Behr   |           |                                                           |
| mars 2001                                | mars 2008 | Gilles Weck      |           |                                                           |
| mars 2008                                | 2020      | Emmanuel Breways |           |                                                           |
| 2020                                     | En cours  | Francis Behr     |           | Profession intermédiaire de la santé et du travail social |

### Budget et fiscalité 2023
En 2023, le budget de la commune était constitué ainsi :
- total des produits de fonctionnement : 299 000 €, soit 687 € par habitant ;
- total des charges de fonctionnement : 250 000 €, soit 575 € par habitant ;
- total des ressources d'investissement : 146 000 €, soit 336 € par habitant ;
- total des emplois d'investissement : 388 000 €, soit 892 € par habitant ;
- endettement : 279 000 €, soit 641 € par habitant.

Avec les taux de fiscalité suivants :
- taxe d'habitation : 14,20 % ;
- taxe foncière sur les propriétés bâties : 28,29 % ;
- taxe foncière sur les propriétés non bâties : 46,98 % ;
- taxe additionnelle à la taxe foncière sur les propriétés non bâties : 0,00 % ;
- cotisation foncière des entreprises : 0,00 %.

Chiffres clés Revenus et pauvreté des ménages en 2021 : médiane en 2021 du revenu disponible, par unité de consommation : 24 940 €.

## Population et société

### Démographie

#### Évolution démographique
L'évolution du nombre d'habitants est connue à travers les recensements de la population effectués dans la commune depuis 1793. Pour les communes de moins de 10 000 habitants, une enquête de recensement portant sur toute la population est réalisée tous les cinq ans, les populations de référence des années intermédiaires étant quant à elles estimées par interpolation ou extrapolation. Pour la commune, le premier recensement exhaustif entrant dans le cadre du nouveau dispositif a été réalisé en 2008.

En 2022, la commune comptait 418 habitants, en évolution de +2,7 % par rapport à 2016 (Moselle : +0,52 %, France hors Mayotte : +2,11 %).
| 1793 | 1800 | 1806 | 1821 | 1836 | 1841 | 1861 | 1866 | 1871 |
| ---- | ---- | ---- | ---- | ---- | ---- | ---- | ---- | ---- |
| 404  | 425  | 551  | 465  | 618  | 667  | 565  | 562  | 495  |

| 1875 | 1880 | 1885 | 1890 | 1895 | 1900 | 1905 | 1910 | 1921 |
| ---- | ---- | ---- | ---- | ---- | ---- | ---- | ---- | ---- |
| 489  | 426  | 426  | 430  | 395  | 392  | 396  | 410  | 403  |

| 1926 | 1931 | 1936 | 1946 | 1954 | 1962 | 1968 | 1975 | 1982 |
| ---- | ---- | ---- | ---- | ---- | ---- | ---- | ---- | ---- |
| 390  | 384  | 381  | 278  | 306  | 382  | 346  | 369  | 428  |

| 1990 | 1999 | 2006 | 2008 | 2013 | 2018 | 2022 | - | - |
| ---- | ---- | ---- | ---- | ---- | ---- | ---- | - | - |
| 425  | 473  | 444  | 436  | 411  | 422  | 418  | - | - |

La population a peu varié, passant de 565 habitants en 1817 à 667 en 1844. En 1982, elle comptait encore 428 habitants.

### Enseignement
Établissements d'enseignements :
- Écoles maternelles et primaires à Rimling, Epping, Bettviller,
- Collèges à Rohrbach-lès-Bitche, Bitche, Sarreguemines,
- Lycées à Bitche, Sarreguemines.

### Santé
Professionnels et établissements de santé :
- Médecins à Volmunster, Bliesbruck, Gros-Réderching, Rohrbach-lès-Bitche,
- Pharmacies à Volmunster, Rohrbach-lès-Bitche, Achen, Rémelfing, Bitche,
- Hôpitaux à Bitche, Sarreguemines.

### Cultes
- Culte catholique, Communauté de Paroisses Saint-jean-marie-vianney de Volmunster-sud[37], Diocèse de Metz.

## Économie

### Entreprises et commerces

#### Agriculture
- Culture et élevage associés,
- Culture de céréales, de légumineuses et de graines oléagineuses,
- Élevage de vaches laitières
- Élevage d'ovins et de caprins.

#### Tourisme
- Hébergements (Gîtes de France, Chambres d'hôtes) et restauration à Petit-Réderching, Hottviller, Bining,
- Hôtels à Sarreguemines, Bitche.

#### Commerces
- Commerces et services de proximité[38] à Sarreguemines, Rhorbach-lès-Bitche.

## Culture locale et patrimoine

### Lieux et monuments
- Vestiges gallo-romains[39].
- Ferme Mertzenwalderhof[40].
- Moulin lieu-dit: Schiffersmühle[41], construit en 1710 aux frais des époux Bastian et Catharina Oster, reconstruit vers 1880. Seul vestige du premier moulin, un linteau de fenêtre daté 1710 et portant l'inscription : BASTIAN OSTER VND CATHARINA[42].
- Monument aux morts[43],[44] : Conflits commémorés : Guerres 1914-1918 - 1939-1945 - Indochine (1946-1954).
- Monument aux morts destiné aux soldats français tombés en Sarre en septembre 1939[45].

#### Édifices religieux

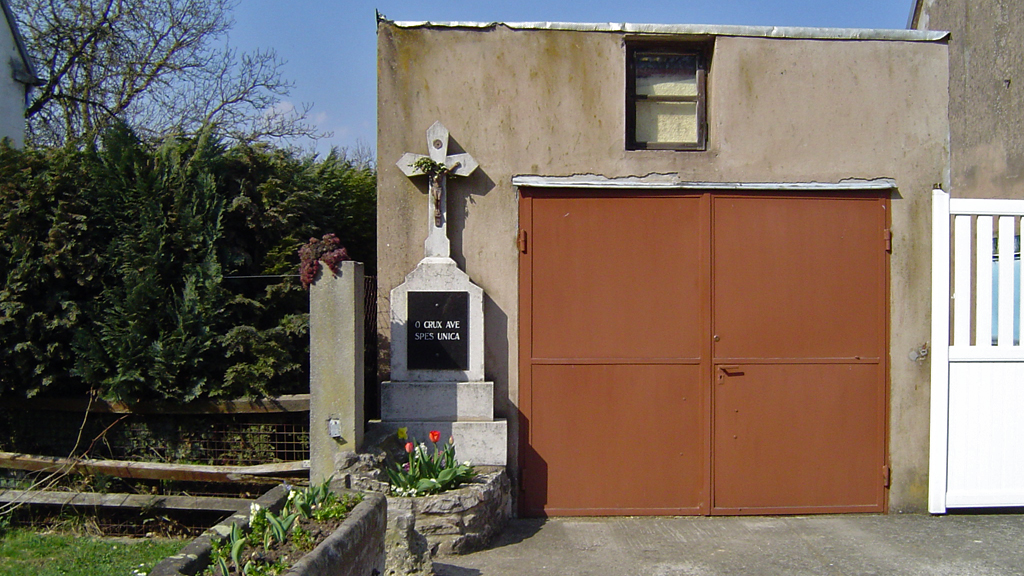
Croix Erching.
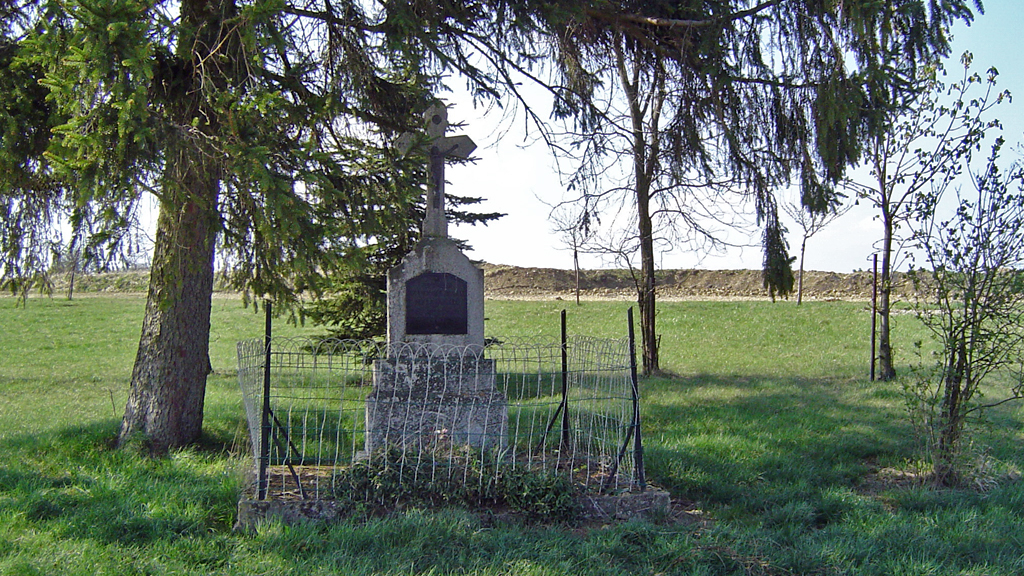
Croix.
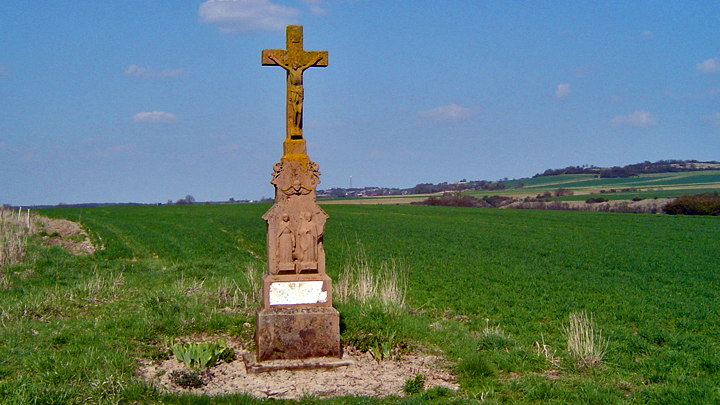
Croix Guiderkirch.

- Église Paroissiale Saint Maurice reconstruite en 1777 portail XIXe siècle endommagée pendant la guerre de 1939, 1945 reconstruite après 1950[46].

Orgue Willy Meurer (1966).
- Chapelle Sainte-Anne à Guiderkirch, construite en 1619 ; reconstruite en 1829[47],[48].

Patrimoine mobilier :
* Statue (petite nature) : saint Joseph.
* Statue (petite nature) : Vierge à l'Enfant.
* Statuette : sainte 1.
* Statuette : sainte 2.
- Grotte de Lourdes[53],[54].
- Croix de chemin[55],[56].
- Croix monumentale[57].

### Personnalités liées à la commune
- Claude Schaub, premier adjoint d'Erching-Guiderkirch[58].

### Héraldique
| Blason de Erching | Blason  | De gueules à la croix tréflée d'or; à la bordure du même. |
| Blason de Erching | Détails | Le statut officiel du blason reste à déterminer.          |

## Sources et bibliographie
- Erching sur le site du Bitscherland
- Le patrimoine de la commune sur www.pop.culture.gouv.fr/
- Les moulins et scieries du Pays de Bitche, Joël Beck, 1999.
- Le Pays de Bitche 1900-1939, Joël Beck, 2005.
- Chiffres clés publiés par l'institut national de la statistique et des études économiques (INSEE). Dossier complet
- Inventaire national du patrimoine naturel de la commune